# Реймонд-Джеймс, Майкл
Майкл Уэверстэд (англ. Michael Weverstad; род. 24 декабря 1977, Детройт, Мичиган) — американский актёр кино и телевидения.

## Жизнь
Майкл Реймонд-Джеймс родился в Детройте, штат Мичиган, и закончил в Кларксоне среднюю школу в 1996 году, где он был футболистом. Он начал делать свою карьеру и учился в Институте театра и кино Ли Страсберга в Нью-Йорке, с Джорджем Лоросом, Джеффри Хорном и Роберт Каслом. После нескольких выступлений в Нью-Йорке, в том числе в «Окаменевшем лесу» в Пантеоне, он переехал в Лос-Анджелес.

## Карьера
Как приглашённый гость он сыграл главные роли в таких сериалах как «C.S.I.: Место преступления», «Морская полиция: Спецотдел», «Юристы Бостона», «Скорая помощь» и в премьере второго сезона сериала «Обмани меня».
В 2006 году Реймонд-Джеймс играл лучшего друга Джастина Тимберлейка в фильме «Стон чёрной змеи» с Кристиной Риччи и Сэмюэлом Джексоном. Актёр также снялся в роли Джонни в короткометражном фильме «The Fix», работая вместе с Робертом Партиком и Дэвидом Пэймером.
В эпизоде телесериала «Ходячие мертвецы» под названием «Небраска», Рэймонд-Джеймс играл молодого человека по имени Дэйв, который представляет угрозу для главного героя Рика Граймса и его группы.
С 2012 по 2014 год он играл в американском сериале «Однажды в сказке» Нила Бейлфайра — сына Тёмного мага Румпельштильцхена. В 2015 году за эту роль номинирован на премию «People's Choice Awards» в категории «Favorite TV Character We Miss Most».

## Избранная фильмография
| Год       |   | Русское название                    | Оригинальное название             | Роль                                            |
| --------- | - | ----------------------------------- | --------------------------------- | ----------------------------------------------- |
| 2004—2009 | с | Скорая помощь                       | ER                                | Стюарт Мур / Джордан / мистер Танни (3 эпизода) |
| 2005      | с | C.S.I.: Место преступления          | CSI: Crime Scene Investigation    | Аарон Колайт (1 эпизод)                         |
| 2006      | ф | Стон чёрной змеи                    | Black Snake Moan                  | Джил Мортон                                     |
| 2008—2011 | с | Настоящая кровь                     | True Blood                        | Рене Линьер (15 эпизодов)                       |
| 2010      | с | Терьеры                             | Terriers                          | Бритт Поллак (13 эпизодов)                      |
| 2011      | с | Закон и порядок: Специальный корпус | Law & Order: Special Victims Unit | Эдди Скиннер (1 эпизод)                         |
| 2011—2014 | с | Однажды в сказке                    | Once Upon a Time                  | Нил Кэссиди/Бейлфайр (33 эпизода)               |
| 2012      | с | Ходячие мертвецы                    | The Walking Dead                  | Дэйв (2 эпизода)                                |
| 2012      | ф | Джек Ричер                          | Jack Reacher                      | Линский                                         |
| 2013      | ф | Путь в Палому                       | Road to Paloma                    | ирландец                                        |
| 2014      | ф | Спасение                            | The Salvation                     | Пол Делару                                      |
| 2015      | с | Сыны свободы                        | Sons of Liberty                   | Пол Ревир                                       |
| 2016      | с | Игра в молчанку                     | Game of Silence                   | Джил (6 эпизодов)                               |
| 2016      | ф | И грянул шторм                      | The finest hours                  | Д.А. Браун                                      |
| 2018      | с | Граница                             | Frontier                          | Фортунато (4 эпизода)                           |
| 2018      | с | Расскажи мне сказку                 | Tell Me a Story                   | Митч Лонго                                      |